# SQIFF
SQIFF (Festival Internacional de cine Queer de Escocia) es el único festival de cine LGBTQ+ activo en Escocia.
Creado en 2014, con una serie de proyecciones puntuales, el festival se lanzó por completo en 2015 y se convirtió en un evento anual. El festival surgió como respuesta a la cantidad de actividad cinematográfica queer en Glasgow, pero estableció inmediatamente un programa internacional, en el cual se mostraron producciones de todo el mundo. La organización de este persigue crear una plataforma para la creatividad LGBTIQ+, así como para romper barreras que supongan un desafío.  

## Festival
La primera edición del SQIFF tuvo lugar del 24 al 27 de septiembre de 2015 en el Centro de Arte Contemporáneo, que ha seguido funcionando como sede principal del festival. Otras proyecciones han tenido lugar en otros lugares de la ciudad. Estos han incluido: Glasgow Film Theatre, Scottish Youth Theatre, Kinning Park Complex, Glasgow School of Art y The Space.
Para conectar al público queer durante la pandemia de Covid-19, el SQIFF lanzó Sqifflex, una plataforma en línea que alberga una colección de películas LGBTQ+ de forma gratuita durante mayo y junio de 2020.
La coordinadora del Festival fue Helen Wright hasta el 2021. Ella fue la que cofundó el festival junto a David Jacobs. A continuación, ese mismo año, se incorporó un nuevo equipo de programación que introdujo a Nat Lall y Jamie Rea como co-programadores y a Índigo Korres como productora.

## Accesibilidad
El SQIFF construyó un sistema de venta de entradas de tipo "paga lo que puedas" inspirado en festivales populares. Ya se ha implementado en otros festivales escoceses. Se requiere la subtitulación de todas las películas: el festival cuenta con un equipo de subtitulación para ayudar en eso. Los eventos se interpretan en BSL (lengua de signos británica). Los sitios deben disponer de un acceso para sillas de ruedas. En algunos espacios, también se encuentran salas insonorizadas. Existe un fondo de acceso para ayudar con los gastos de viaje y el acceso a Internet.